# Shanty

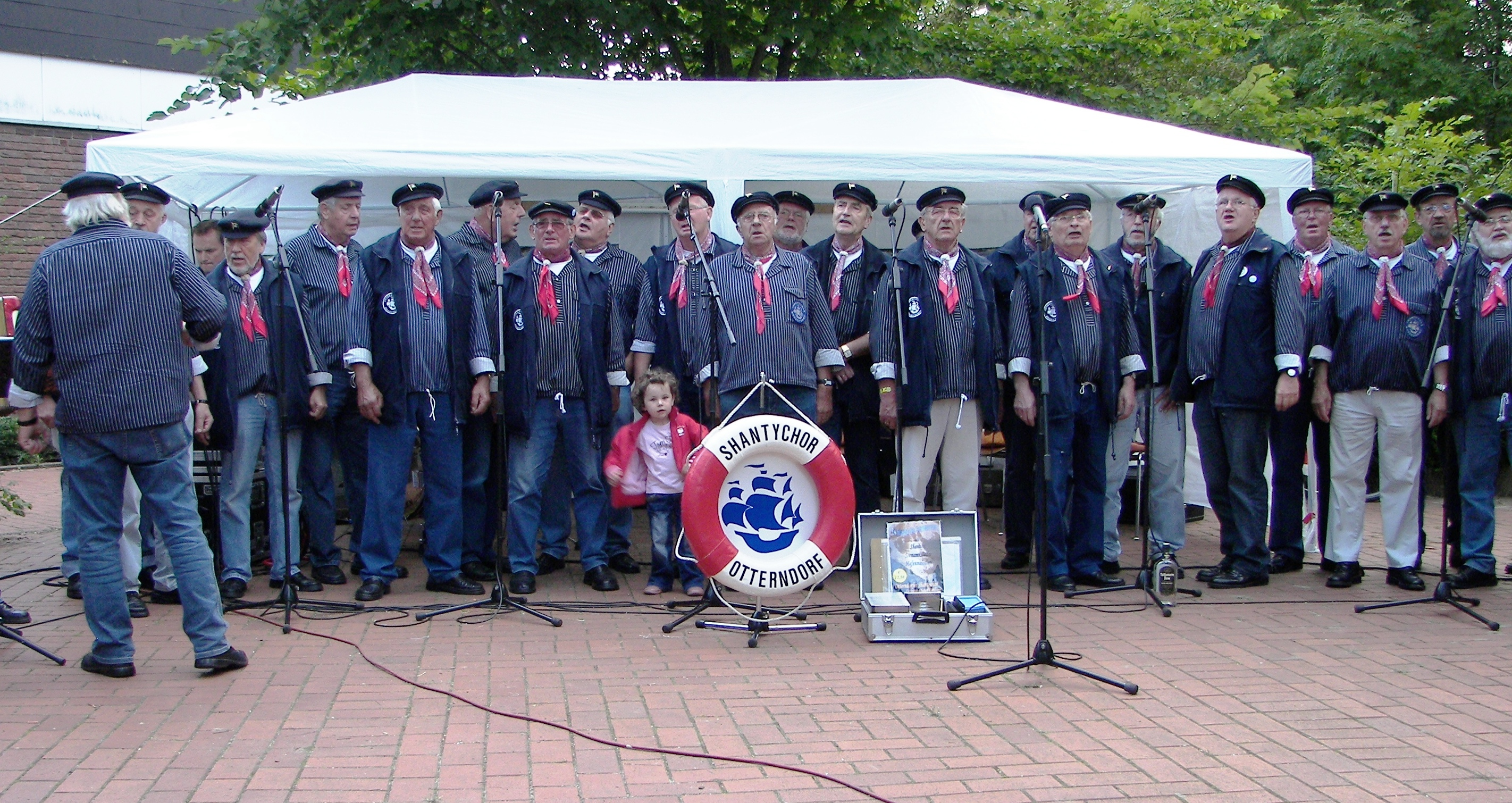
Shantykoor

Een shanty is een zeemanslied dat vroeger aan boord van grote zeilschepen werd gezongen als arbeidslied. De 'shantyman' zong de coupletten voor en de bemanning zong het refrein. 

## Achtergrond
Er zijn verschillende soorten shanty's, afhankelijk van het werk dat moest worden gedaan aan boord van het schip. Onder shanty's vallen ook liederen die werden gezongen in de beperkte vrije tijd aan boord. Deze liederen verhalen vaak van verre oorden. Hierbij zijn de onderwerpen vaak de vrouwen in de havensteden en verre landen en de liefde. De vrijetijdsliederen werden forebitters (GB) of forecastle songs (USA) genoemd. Shanty wordt ook gezien als een protestlied op de slechte werkomstandigheden en de tirannie van de kapitein, stuurlieden en bootsman. 

## Koren
Een shantykoor is een koor dat shantyliederen zingt uit vrijetijdsbesteding, en dus niet tijdens het uitoefenen van werk. Het fenomeen stamt uit Noord-Duitsland, waar plaatsen als Aurich en Wilhelmshaven in de jaren zestig en zeventig van de twintigste eeuw een shantykoor hadden. Het eerste shantykoor in Nederland was het Scheldeloodsenkoor uit Vlissingen, opgericht in 1971. De Magallan Singers uit Delfzijl volgden in 1983 en het Amelander Shantykoor was in 1986 een goede derde. In een shantykoor zingt een solist (de shantyman) de coupletten voor en het koor (de 'bemanning') zingt dan het refrein.
Er zijn vele shantykoren. Een shantykoor bestaat in principe alleen uit mannenstemmen. Traditioneel kunnen vrouwen enkel deel uitmaken van een shantykoor voor de begeleiding en directie.  Als shantykoren niet a capella zingen, wordt de begeleiding vaak door een of meer accordeons verzorgd, al dan niet aangevuld met slagwerk. Het repertoire moet hoofdzakelijk bestaan uit shanty's en kan aangevuld worden met zeemansliederen of lokale liederen verwant aan de zee, haven of visserij. Smartlappen behoren niet tot het repertoire gezongen op de shantyfestivals. Verwant aan de shantykoren zijn de 'viswijvenkoren'. Zij bezingen de historie van de zeevisserij van uit het thuisperspectief. Op shantyfestivals zijn zij vaak een aanvulling op het shanty-repertoire. 
De meeste shantykoren treden op in kleding die doet denken aan zeelieden, zoals vissers, piraten en zeerovers. Soms ziet men ook een traditionele klederdracht uit een bepaalde streek. 
In het logo van shantykoren zit vaak een anker verwerkt of het heeft de vorm van een reddingsboei of stuurwiel. Ook zeilschepen zijn populair als logo voor shantykoren.

## Etymologie
De oorsprong van het woord 'shanty' is niet helemaal zeker. Het zou volgens sommigen hetzelfde woord zijn als in slave shanty ofwel slavenhut. Hierbij worden dan de liederen die door de slaven op de plantages werden gezongen als voorloper gezien van de liederen op de zeilvaart. Een andere, breder gedragen verklaring is dat het woord is afgeleid van het Franse chantez, de gebiedende wijs van chanter (zingen).

## Voorbeeld
- Shallow Brown